# Визнюк, Олег Станиславович
Олег Станиславович Визнюк (1968—1996) — капитан внутренних войск МВД РФ, Герой Российской Федерации (1997).

## Биография
Олег Визнюк родился 24 января 1968 года в Брянске. В 1985 году он окончил десять классов школы. В августе того же года он был призван на службу в Советскую Армию. В 1989 году Визнюк с отличием окончил Ташкентское высшее общевойсковое командное училище. С сентября 1994 года — на службе во внутренних войсках МВД РФ. В 1995 года два раза выезжал в командировки на Северный Кавказ, участвовал в разведывательных, диверсионных и войсковых операциях.
1 апреля 1995 года Визнюк, несмотря на контузию и ранение, под вражеским огнём пробился к горящему бронетранспортёру и вынес на себе получивших ранение командира полка и четверых своих подчинённых, а также спас оружие и боеприпасы. За эти боевые заслуги он был награждён орденом Мужества.
Летом 1996 года командир разведывательного батальона 101-й особой бригады оперативного назначения внутренних войск МВД РФ капитан Олег Визнюк участвовал в боях за Грозный. В том году в составе своей бригады он участвовал в 79 боевых операциях, что позволило ликвидировать 8 бандформирований сепаратистов, захвачено большое количество оружия. 6 августа 1996 года Визнюк погиб в бою за Грозный. Похоронен в Брянске.
Указом Президента Российской Федерации № 1381 от 31 декабря 1997 года за «мужество и героизм, проявленные при выполнении специального задания на территории Северо-Кавказского региона» капитан Олег Визнюк посмертно был удостоен высокого звания Героя Российской Федерации. Его родственникам была вручена медаль «Золотая Звезда» за номером 426.
В честь Визнюка установлен бюст в школе, которую он оканчивал, названы Центр детского творчества Фокинского района Брянска, улица в Советском районе Брянска, городские спортивные соревнования по дзюдо, поисково-спасательный катер Росгвардии.